# 甘辛しゃん
『甘辛しゃん』（あまからしゃん）は、1997年（平成9年）10月6日から1998年 （平成10年）4月4日まで放送されたNHK連続テレビ小説の第57作。主演は佐藤夕美子。

## 概要
神戸市灘（灘五郷）の「榊酒蔵」を舞台に、女性酒職人を目指す主人公・榊泉とその家族が描かれている。朝ドラで初めて本格的に阪神・淡路大震災の被害も描かれた。後に緒形裕美が漫画化した（現在は絶版）。
タイトルは灘の最高の酒をたたえる言葉として使われる“しゃんとあがった秋晴れの味”という表現から。
ヒロインオーディションには1863人が応募した。
初回視聴率は24.4%、平均視聴率は26.6%、最高視聴率は30.0%（関東地区、ビデオリサーチ調べ）。
放送ライブラリーでは第1回と総集編が公開。

## あらすじ
昭和35年、8月。丹波篠山の農村に住む11歳の泉は、農閑期に杜氏をしていた父を出稼ぎ先の灘での交通事故で亡くし、母・ふみと2人で暮らしていた。父は生前、「しゃんとあがった味」の酒を造ることが目標だった。
ある日、泉が友人たちと川遊びをしている時、そこで夏休みを過ごしていた灘の由緒ある造り酒屋、榊酒造の当主の息子、拓也と出逢う。
その年の秋、台風によりふみと泉は水田と家を失った。途方にくれながら泉の叔父一家に居候する彼女達に、父の杜氏仲間だった茂吉から榊酒造で住み込みで働かないかという話を持ちかけられる。悩みながらも、2人はその話を承諾。篠山を離れる事になる。
榊酒造での生活が始まる。造り酒屋独特の慣習やタブーに時に戸惑い、反発しながらも、泉はここでの生活になじんでいく。何かにつけて泉に突っかかり、ふみを独り占めしようとする拓也と意地を張り合いながらも、少しずつ仲良くなる。
そんな時、拓也の父、信太郎がふみにプロポーズする。1度は断り泉と共に榊酒造を離れたふみだったが、探して訪ねて来てくれた信太郎の真心にふれ、結婚を承諾。泉は拓也の義理の姉となった。
やがて泉は信太郎の死や拓也との感情のもつれを乗り越え、父が目指していた「しゃん」とした味の純米吟醸酒づくりを目指すこととなる。

## 出演

### 榊家とその縁戚
神沢泉 （かみさわ いずみ）→ 榊 泉（さかき いずみ）
演 - 佐藤夕美子（幼少時代：山下結穂）
主人公。1949（昭和24）年6月、丹波篠山生まれ。母・ふみの再婚により灘の榊家に入る。高卒後は神戸大学に通い社交舞踊研究会に所属する。義父・信太郎が急死すると大学を20歳で中退し、榊酒造を支えることを選ぶ。義弟・拓也との許されざる禁断の恋に悩みながらも、亡き父の夢であった酒造りの夢に向かい邁進し、榊酒蔵第7代当主となる。年を経るに連れて、ふみに似た容姿となっていく。
神沢ふみ（かみさわ ふみ） → 榊ふみ（さかき ふみ）
演 - 樋口可南子
泉の母。1925（大正14）年生まれ。夫を交通事故で失う。住み込みで榊酒蔵で働いている時に信太郎に見初められ再婚、泉と拓也のことを誰よりも案じている。泉の榊酒蔵当主就任直前に不慮の事故で他界する。
榊拓也（さかき たくや）
演 - 岡田義徳（幼少時代：比嘉タケル）
信太郎の先妻の子で、泉の義弟。1951（昭和26）年1月生まれ。4歳のときに実母と死別。幼い頃は1つ年上の泉と喧嘩友達だったが、やがて義姉となった泉と禁断の恋に落ちてしまい、それを振り切るかのように家を飛び出し上京。しかし酒造りの夢を忘れる事はできず、榊酒蔵と親しい清水酒蔵の職人となる。後に実子の拓実を儲けたまゆ子と結婚し妻子と共に新潟に移る。泉と良好な関係を取り戻すが、榊家に帰省しているときに阪神・淡路大震災で倉の下敷きとなって命を落とす。大震災前夜での泉との会話が最後のやり取りになった。
榊信太郎（さかき しんたろう）
演 - 風間杜夫
拓也の父で、泉の義父。榊酒蔵第5代当主として酒蔵の近代化に取り組むが、職人たちとの対立や息子・拓也との確執などの心労で、若くして過労の末に急死。グレン・ミラー楽団などジャズのレコードを聴くのが趣味。
榊庄一郎（さかき しょういちろう）
演 - 植木等
信太郎の父で、泉の義祖父。1900（明治33）年生まれ。当主を信太郎に譲って隠居していたが、信太郎の急死により急遽第6代当主として復帰、後に一人前の酒職人に成長した泉に当主の座を譲った。飄々とした性格だが威厳も併せ持ち、榊家の精神的支柱的な存在。
榊りん（さかき りん）
演 - 馬渕晴子
庄一郎の妻で、泉の義祖母。古い伝統を重んじる性格で、酒蔵に女性が入る事を厳しく禁じる。当初は泉・ふみ親子と対立していたが、様々な出来事を経て和解していく。その一方で、息子・信太郎や孫・拓也に先立たれる不幸に直面した。
恩田万作（おんだ まんさく） → 榊万作（さかき まんさく）
演 - 大場泰正
泉の夫で、そよぎの父。大学時代に泉と知り合う。若手の人気落語家“桂万吉”として活躍していたが、泉と結婚して榊家に婿入りする時に引退、以後は主夫として榊酒蔵を裏から支え続ける。年を経るに連れて、義父・信太郎に似た容姿となっていく。
榊そよぎ（さかき そよぎ）
演 - 大村彩子
泉と万作の娘で、ふみの孫。1982年生まれ。拓也の姪で庄一郎・りん夫妻の義曾孫。直感が鋭く、母・泉と叔父・拓也の関係を見抜いた。猫が大好きだが、なぜかあまり懐かれない。
浅井まゆ子（あさい まゆこ） → 榊まゆ子（さかき まゆこ）
演 - 遊井亮子
泉の大学時代からの親友で、拓也の妻。新潟出身。上京した拓也と一時同棲し、一旦別れた直後に拓也との子・拓実を妊娠、のちに出産。当初はシングルマザーとして拓実を女手一つで育てていたが、拓也と再会して無事に結婚して新潟で親子3人の生活を始めた。しかし、阪神・淡路大震災により彼が死去したため、未亡人となる。
榊拓実（さかき たくみ）
演 - 橋龍吾（幼少時代：比嘉タケル〈2役〉）
拓也とまゆ子の子で、泉の甥。信太郎の孫で、庄一郎・りん夫妻の曾孫。そよぎの従兄。1970年6月に生まれ。当初は父親を知らなかったが、子供の頃から泉によく懐いていた。拓也とまゆ子が正式に結婚式を挙げたあと、親子3人で新潟に移住する。後に小児科医を目指し、慎作の診療所で働き始める。
榊はるか（さかき はるか）
演 - 野川由美子
信太郎の従姉妹。アメリカ・ハワイで暮らしていたが船乗りの夫との離婚を機に日本へ戻る。毒舌だが、たまに鋭い指摘をすることも。阪神・淡路大震災で榊酒蔵が潰滅状態になった時は、救援物資を持って榊家を助けた。
恩田慎作（おんだ しんさく）
演 - 宍戸錠
万作の父で、そよぎの祖父。小児科医だったが、息子（万作の弟）の病気を治せなかった事がトラウマになっており、長い間息子の万作と確執が続いていた。
神沢修造（かみさわ しゅうぞう）
演 - 新井康弘
ふみの義弟（亡き夫の弟）で、泉の叔父。丹波篠山で農家を営む。
神沢亮子（かみさわ りょうこ）
演 - 深浦加奈子
修造の妻で、泉の叔母。住む場所を失い泉を連れて居候するふみと折り合いが悪い。
神沢良夫（かみさわ よしお）
演 - 曽谷聡紫
修造の子で、泉の従兄弟。泉に意地悪をする。ふみが灘の榊家の住み込み下働きをすることになり、榊家へ行く泉と打ち解け合う。

### 榊酒造の職人
熊代茂吉（くましろ もきち）
演 - 塩見三省
榊酒蔵の杜氏。一時榊酒蔵を離れ拓也を指導しながら清水酒造で働いていたが、泉の代に戻り杜氏として復活。しかし老齢と十数年のブランクのため、間もなく酒造りの第一線から退き、榊酒蔵の御意見番的存在となる（ノベライズの設定年齢から考えると、終盤の阪神・淡路大震災時は既に90歳を過ぎている）。
なお茂吉役の塩見は、9年後の連続テレビ小説『純情きらり』でも、伝統味噌職人という似た役を演じている。
小野寺一世（おのでら いっせい）
演 - 美木良介
榊酒蔵の技師。実家も酒屋だったが倒産し、榊酒蔵の実権を握ろうと目論むが、泉の酒造りの助力も行った。後に不正が発覚して榊酒蔵を去る。
小野寺環（おのでら たまき）
演 - 小沢真珠
一世の妹で、榊酒蔵の女職人・技師アシスタント。泉の良きパートナーで、兄の辞任後も榊酒蔵を支え続ける。
鶴子（つるこ）
演 - 紅萬子
榊家の家政婦。噂好きな性格。信太郎が当主として多忙なうちは少年時代の拓也の面倒を見ていた。熱を出して倒れた時にふみに助けられて以来、ふみの親友となる。家政婦を辞めた後もしばしば榊酒蔵を訪れ、阪神大震災時も老齢の身に鞭打って、「湊や」でそよぎの面倒を見る。
ケイ
演 - 松本麻希
榊家の使用人。鶴子やふみより遥かに若く、信太郎を慕っていた。鶴子と異なり、榊家を離れてからは、信太郎の葬式にしか登場しない。
水野（みずの）
演 - 河野実
榊酒蔵の蔵人頭。茂吉が榊酒造を去った後に、職人達のまとめ役となるが、泉の代で引退した。
門田（かどた）
演 - 山西惇
榊酒蔵の蔵人。初登場時は喧嘩っ早い若手職人だったが、茂吉・水野の後を受け継ぎ、終盤では杜氏にまで成長している。
森岡（もりおか）
演 - 白川明彦
榊酒蔵の技師。信太郎が購入した近代蔵を任されるが、当初は古くからの蔵人と対立することが多かった。阪神大震災時も現役で活躍する。
兵頭（ひょうどう）
演 - 守口徳治
榊酒蔵の蔵人。茂吉が復帰した直後、過労とストレスで倒れてしまい、これが原因で茂吉は杜氏を辞める決意をする。
利雄（としお）
演 - 城本一樹
榊酒蔵の蔵人。
人田（ひとた）
演 - 国田栄弥
榊酒蔵の蔵人。

### その他の人々
湊屋平吉（みなとや へいきち）
演 - 笑福亭松之助
居酒屋「湊屋」の主人。「湊屋」が信太郎がふみを探しだしプロポーズした場所となって以来、榊酒蔵と家族ぐるみの親しい付き合いとなる。
湊屋光太郎（みなとや こうたろう）
演 - 越前屋俵太
「湊屋」の2代目主人。平吉との関係は不明だが、彼の引退後に店を引き継ぐ。店が阪神大震災後もほぼ無事だったため、榊家の仮住宅代わりに店を開放した。
清水虎之助（しみず とらのすけ）
演 - 嶋田久作
灘の清水酒造当主。榊酒造とは古い付き合いで、家を飛び出した拓也を受け入れ、茂吉と共に職人として鍛え上げる。後に経営難で廃業した。
清水咲（しみず さき）
演 - 堀ちえみ
虎之助の妻。
中川ともみ（なかがわ ともみ）
演 - 高松志穂
小学校時代の泉のクラスメイト。教科書に落書きばかりするいたずら者。
轟（とどろき）
演 - 徳田興人
小学校時代に泉と拓也が通っていた剣道教室の先生。スキンヘッドで強面だが、性格は温厚。
葛木（かつらぎ）
演 - 榊莫山
阪神大震災で家を失った老人。榊酒造の「露誉」の復活を待ち望み、自筆の題字を泉に贈る。
アナウンサー
演 - 穴井夕子
落語家時代の万作がパーソナリティーを務めたテレビ番組の司会者。「露誉」の宣伝CM製作のため、榊酒造を訪れる。
山田先生（やまだせんせい）
演 - 関秀人
小学校時代の泉の恩師。
藪田（やぶた）
演 - 丹羽貞仁
郵便局員。ふみの見合い相手。
田中（たなか）
演 - ホーブユタカ
耕耘機の販売セールスマン。
松下（まつした）
演 - 森下哲朗
保夫（やすお）
演 - 島本ひと之
澄子（すみこ）
演 - 加藤一歩
きみ子（きみこ）
演 - 宮田智子
和子（かずこ）
演 - 大山祐季
悟（さとる）
演 - 田中貴広
宏（ひろし）
演 - 福森紀明
鈴木（すずき）
演 - 北川隆一
本間医師（ほんまいし）
演 - 寺下貞信
佐伯先生（さえきせんせい）
演 - 石井良子
巡査
演 - 平田龍治
草野（くさの）
演 - 尾上寛之
森（もり）
演 - 吉田勝浩
岡本（おかもと）
演 - 小野浩史
松田（まつだ）
演 - 上田慧
堤（つつみ）
演 - 斧渕貴昭
その他
演 - 久保佳那子、手嶋純子、中村哲也、川井つと

## スタッフ
- 脚本 - 宮村優子、長川千佳子[1]
- 音楽 - 古川昌義[1][6]
- 主題歌 - 「涙の天使に微笑みを」
  - 歌 - 原由子、作詞・作曲・編曲 - 桑田佳祐、弦編曲 - 島健
- 語り - 上田早苗アナウンサー[1][6]
- 副音声解説 - 関根信昭
- 題字 - 榊莫山[6]（本編にも出演）
- 演出 - 兼歳正英[1][6] / 田村文孝[1]、広谷勇、宮崎純[1]、鈴木圭[1]、出水有三、吉田浩樹、勅使河原亜紀夫、木村明広、三鬼一希、小島史敬、大杉太郎
- 大阪ことば指導 - 川本美由紀、山下里佳子
- 酒造指導 - 森太郎
- 資料提供 - 高岡祥夫
- 撮影協力 - 江井ヶ嶋酒造、木村酒造、藤居本屋、兵庫県篠山町、丹南町、西紀町、JAささやま
- 特別協力 - 柚木學、藤居静子、尾瀬あきら
- 制作統括 - 秋山茂樹[1][6]
- 制作 - 小松隆一
- 美術 - 宮井市太郎[1][6]、有本弘、土居京子
- 技術 - 八木悟[1][6]、後藤信一[1]
- 音響効果 - 吉田秋男[6]、野下泰之[1]、嶋野聡[1]
- 撮影 - 石川一彦[6]、松本剛
- 照明 - 吉本和信[6]、鈴木優
- 音声 - 南裕幸[6]、嶋岡智子
- 記録・編集 - 阿部格[6]、藤澤加奈子
- 映像技術 - 佐伯仁之[6]、備中正幸
- 美術進行 - 大藪則臣、渡辺卓、坂口大吾、本庄誠司

## 放送日程
| 週     | 回数      | 放送日              | 演出     |        |
| 1997年 | 1997年    | 1997年              | 1997年   | 1997年 |
| ------ | --------- | ------------------- | -------- | ------ |
| 1      | 1 - 6     | 10月06日 - 10月11日 | 兼歳正英 |        |
| 2      | 7 - 12    | 10月13日 - 10月18日 |          |        |
| 3      | 13 - 18   | 10月20日 - 10月25日 |          |        |
| 4      | 19 - 24   | 10月27日 - 11月01日 |          |        |
| 5      | 25 - 30   | 11月03日 - 11月08日 |          |        |
| 6      | 31 - 36   | 11月10日 - 11月15日 |          |        |
| 7      | 37 - 42   | 11月17日 - 11月22日 |          |        |
| 8      | 43 - 48   | 11月24日 - 11月29日 |          |        |
| 9      | 49 - 54   | 12月01日 - 12月06日 |          |        |
| 10     | 55 - 60   | 12月08日 - 12月13日 |          |        |
| 11     | 61 - 66   | 12月15日 - 12月20日 |          |        |
| 12     | 67 - 72   | 12月22日 - 12月27日 |          |        |
| 1998年 |           |                     |          |        |
| 13     | 73 - 78   | 1月05日 - 01月10日  |          |        |
| 14     | 79 - 84   | 1月12日 - 01月17日  | 鈴木圭   |        |
| 15     | 85 - 90   | 1月19日 - 01月24日  | 田村文孝 |        |
| 16     | 91 - 96   | 1月26日 - 01月31日  |          |        |
| 17     | 97 - 102  | 2月02日 - 02月07日  |          |        |
| 18     | 103 - 108 | 2月09日 - 02月14日  |          |        |
| 19     | 109 - 114 | 2月16日 - 02月21日  |          |        |
| 20     | 115 - 120 | 2月23日 - 02月28日  |          |        |
| 21     | 121 - 126 | 3月02日 - 03月07日  | 木村明広 |        |
| 22     | 127 - 132 | 3月09日 - 03月14日  |          |        |
| 23     | 133 - 138 | 3月16日 - 03月21日  |          |        |
| 24     | 139 - 144 | 3月23日 - 03月28日  | 鈴木圭   |        |
| 25     | 145 - 150 | 3月30日 - 04月04日  | 兼歳正英 |        |

## 総集編
1998年7月6日から9日までBS2で総集編連続4回が放送された。